# Mont Rubidoux
Le mont Rubidoux est une montagne qui s'élève dans le comté de Riverside en Californie du Sud. Elle fait partie des Montagnes de San Bernardino.

## Toponymie
Cette montagne porte le nom Louis Rubidoux (né Louis Robidoux 1796–1868), un colon originaire de la ville de Saint-Louis, située à l'époque en Louisiane française, et fondateur du Rancho Rubidoux. Il était le fils de Joseph Robidoux sénior et de Catherine Marie Rollet, des Canadiens-français installés à Saint-Louis. Il est le frère de Joseph Robidoux. Louis Rubidoux arriva en Californie en 1844 avec d'autres trappeurs canadiens et franco-louisianais. Au sud de la vallée de Pomona se trouve la French Valley qui prit cette appellation dans la seconde partie du XIXe siècle, en raison de l'importance de cette communauté francophone.

## Géographie
Le mont Rubidoux a une longueur d'environ 1,5 kilomètre sur 1 kilomètre de large. Il s'élève le long du fleuve Santa Ana et domine les villes de Riverside et de Rubidoux.

## Histoire
En 1906 est fondé le Mount Rubidoux Memorial Park par de riches commerçants et propriétaires de Riverside. Un pont formant une entrée de ce parc, est construit sur le modèle du pont d'Alcántara en Espagne.
Au sommet du mont Rubidoux, s'élève une grande croix installée en 1907, en mémoire du prêtre missionnaire espagnol Junípero Serra (1713-1784), qui évangélisa les Amérindiens de cette région de la Californie et fonda une vingtaine de missions.

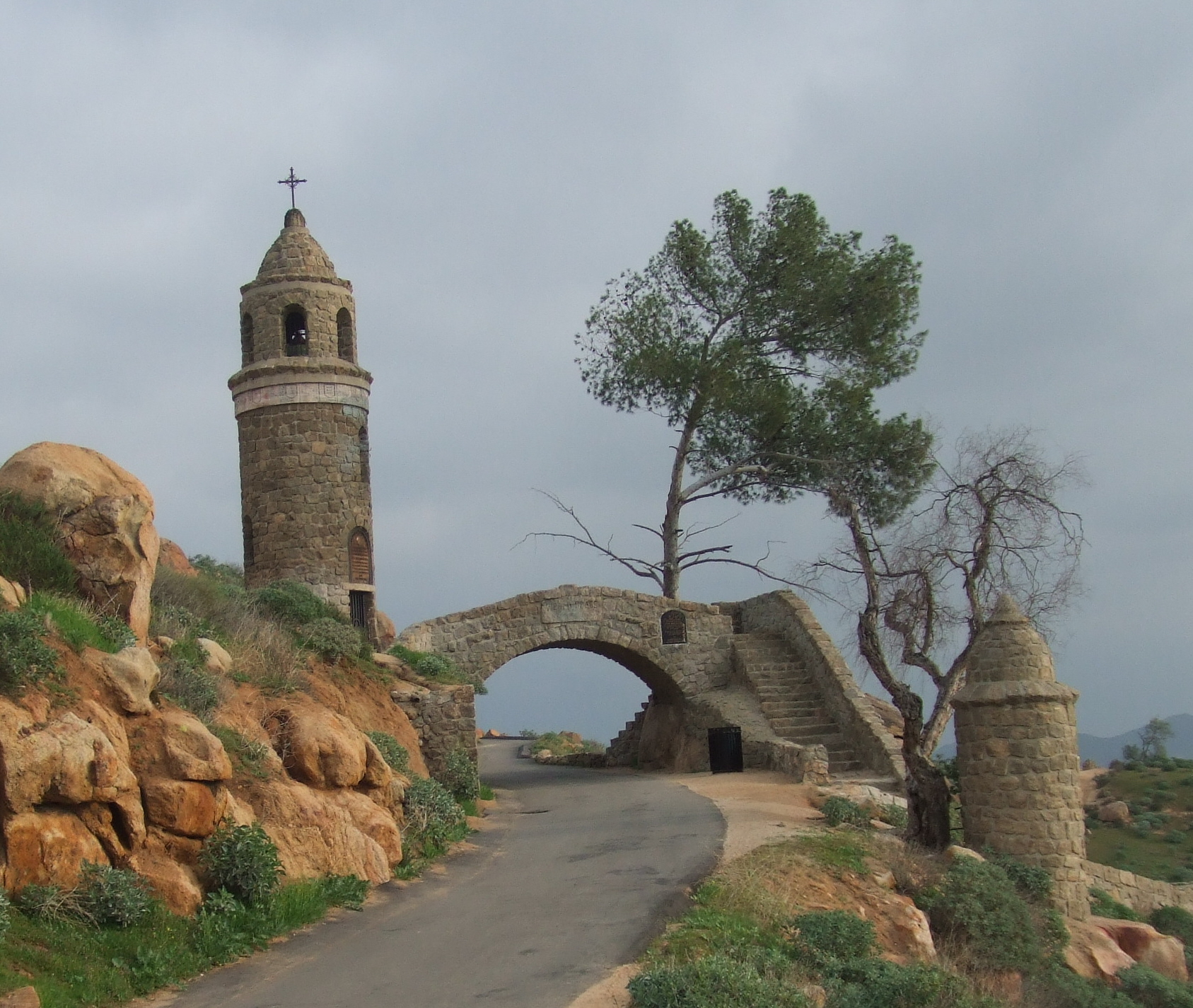
Entrée du parc du Mont-Rubidoux.
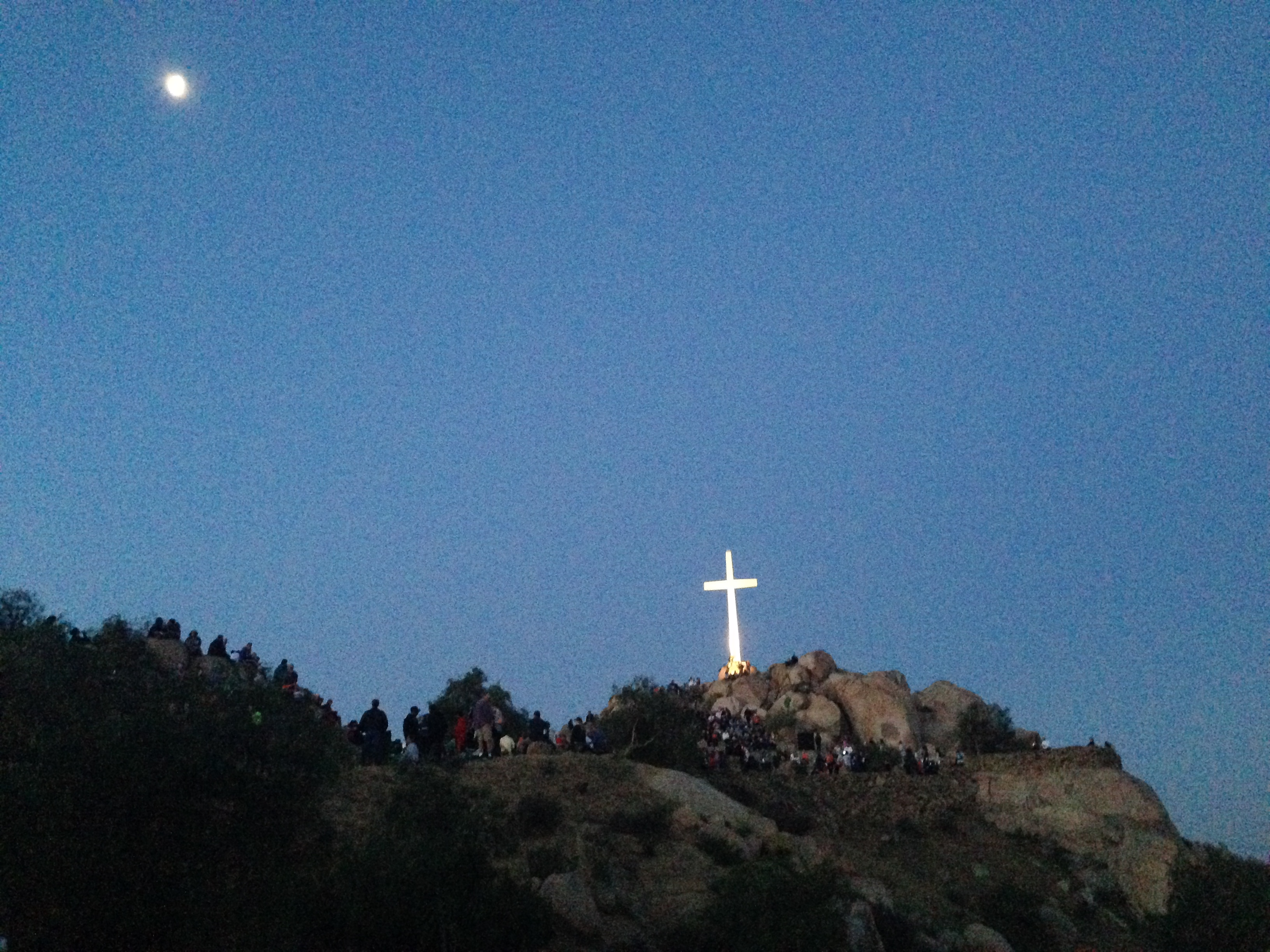
Une croix s'élève au sommet du mont Rubidoux.